# 利未

利未支派的象征

利未（希伯來語：לֵּוִי‬，提比利安發音：Lēwî）天主教思高聖經譯肋未，是以色列利未支派的祖先，他是雅各和利亚的第三个儿子。

## 名字意義
利未的意思是“聯合”。母親利亞相信第三個兒子的降生將使她與丈夫聯合，將丈夫的心從拉結身上奪回。

## 作爲
圣经描写利未性情暴烈，当示剑玷污了利未的妹妹底拿，示剑人以此脅迫求婚，利未和哥哥西缅表面上同意了婚事，条件是所有的男丁都受割礼。示剑人同意了。但第三天，西缅和利未趁着众人正在疼痛的时候，率領部落把示剑一切男丁都杀了，其後把底拿从示剑家里带出来走了。(创世纪34章)
他參與謀害其同父异母弟弟约瑟。
雅各临终前的祝福：西緬和利未是弟兄；他們的刀劍是殘忍的器具。我的靈啊，不要與他們同謀；我的心哪，不要與他們聯絡；因為他們趁怒殺害人命，任意砍斷牛腿大筋。他們的怒氣暴烈可咒；他們的忿恨殘忍可詛。我要使他們分居在雅各家裏，散住在以色列地中。(创世纪49:5)
利未有三个儿子：革顺、哥辖和米拉利。按照圣经的記載，利未活了137岁。(出埃及记6:16)
摩西的祝福：论利未说，耶和华阿，愿你的土明和烏陵都在你的虔诚人那里；你在玛撒曾试验他，在米利巴水曾与他争论。他论自己的父母说，我没有看见；他不承认自己的弟兄，也不认识自己的儿女；这是因利未人谨守你的话，护卫你的约。他们要将你的典章指教雅各，将你的律法指教以色列；他们要把香焚在你面前，把全牲的燔祭献在你的坛上。耶和华阿，求你赐福给他的能力，悦纳他手中的工作；那些起来攻击他和恨恶他的人，愿你刺透他们的腰，使他们不得再起来。(申命记33:8-11)

## 支派
利未的后代称为利未支派，被分别出来专门管理会幕和后来的圣殿，没有分土地。其中最著名的是摩西，带领几百万犹太人出埃及，并在西乃山从神领受律法和建造会幕的蓝图（出埃及记）。他的哥哥亚伦是以色列第一位大祭司，并且只有亚伦的后代才能做祭司事奉耶和华。